# Maison de Diane de Poitiers (Sérignan-du-Comtat)
Pour les articles homonymes, voir Maison de Diane de Poitiers (Homonymie).
La maison de Diane de Potiers est un bâtiment du XVe siècle, situé dans le village de Sérignan-du-Comtat, dans le Vaucluse, inscrit au titre des monuments historiques, depuis 1994.

## Histoire

### Sérignan et Diane de Poitiers
Une seignerie de Sérignan est attestée au XIe siècle. Bertrand de Sérignan en fait don à la commanderie de Richerenches, en 1138. Elle passe ensuite entre plusieurs mains : celle des comtes de Toulouse, au XIIIe siècle, elle devient propriété des Laudun des Baux, puis aux Ruffo de Calabre, en 1418. Par mariage, la seigneurie devient propriété des Poitiers seigneur de Saint-Vallier. Diane de Poitiers hérite de la baronnie de Sérignan-du-Comtat de son père Jean de Poitiers.

### Histoire du bâtiment
Bâti au XVe siècle, une élévation à l'édifice a été ajouté au XVIIe siècle. La maison est en ruine depuis le XVIIIe siècle. La maison est inscrite au titre des monuments historiques, depuis le 1er décembre 1994.

## Description
De plan rectangulaire, le bâtiment possède 2 niveaux, de deux époques différentes. A noter, l'une des salles, au plafond peint de motifs héraldiques, une rare cheminée de style gothique.

## Usage actuelle de la salle Diane de Poitiers
Propriété de la commune de Sérignan-du-Comtat, la municipalité met deux salles à la disposition des associations locales, pour l'organisation d'évènements. A titre exceptionnel, elles sont parfois mise à la location, la salle du rez-de-chaussée pouvant accueillir une centaine de personnes, celle du deuxième niveau, environ 70 personnes.